# Kristianstads Vattenrike

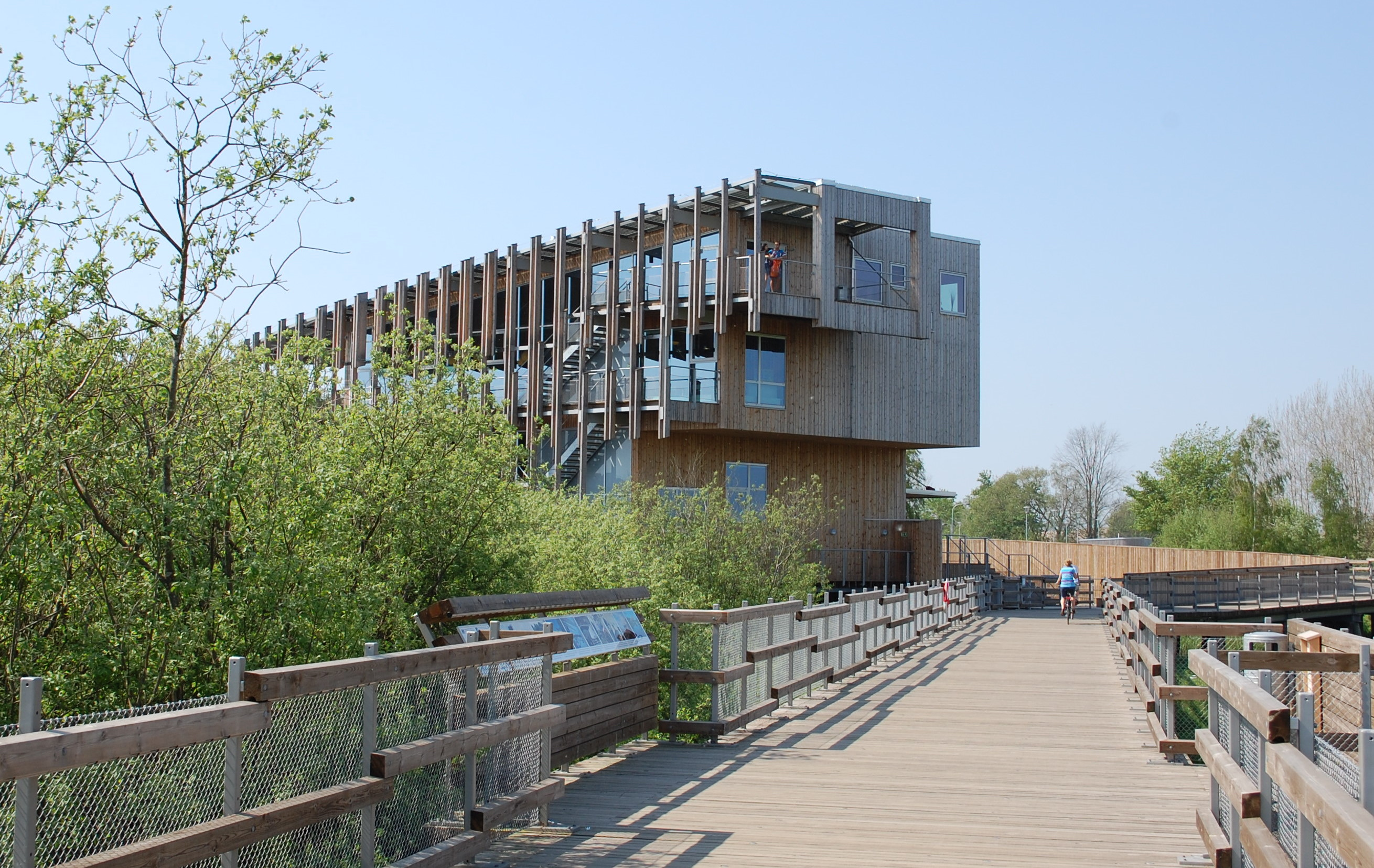
Besucherzentrum in Kristianstad

Kristianstads Vattenrike ist ein geschütztes Feuchtgebiet nach der Ramsar-Konvention bei der südschwedischen Stadt Kristianstad und seit 2005 Biosphärenreservat der UNESCO.
Das Naturschutzgebiet beginnt unmittelbar im Süden Kristianstads in Ostschonen am Unterlauf des Helge å beim Hammarsjön und reicht bis zur Hanöbucht mit der Stadt Åhus.
In dem 1043,75 km² (Land und Seen 905,15 km², Meeresfläche 138,60 km²) großen Gebiet liegt der tiefste Punkt des schwedischen Festlandes mit 2,41 m unter Meereshöhe.  
Es finden sich  22 Spezies der auf der roten Liste der IUCN aufgeführten gefährdeten Arten, so der Wachtelkönig (Crex crex), die Gerandete Jagdspinne (Dolomedes fimbriatus), die Flussperlmuschel (Margaritifera margaritifera), der Kabeljau (Gadus morhua), die Teichfledermaus (Myotis dasycneme) oder der Seeadler (Haliaeetus albicilla), und 711 national gefährdete Arten. Besonders zur Frühjahrsrast finden sich mehrere tausend Kraniche ein. Im Jahr 2010 erfolgte die Eröffnung eines Besucherzentrums.